# 스테비올 배당체

스테비오사이드의 분자 구조

스테비올 배당체 또는 스테비올 글리코시드(steviol glycosides)는 국화과에 속하는 남아메리카산 식물 스테비아 잎의 달콤한 맛을 내는 화합물이며 스테비아라는 일반명과 여러 상호명으로 마케팅되는 수많은 감미료의 주 성분이다. 관련 종 Stevia phlebophylla와 식물 복분자(장미과)에서도 발견된다.
스테비아(Stevia rebaudiana)에서 비롯되는 스테비올 배당체는 수크로스에 비해 맛이 30~320배 더 단 것으로 보고되고 있으나 이 수치에 대한 기술 문헌에 대한 반대 의견도 일부 있다. 열에 안정적이며 pH에 안정적이며 발효되지 않는다. 게다가 소화될 때 혈당 반응을 유도하지 않는데, 그 이유는 인간은 스테비아를 대사 작용하는 것이 불가능하기 때문이다. 이로 인해 당뇨병과 그 밖의 탄수화물 관리 식단에 의존하는 사람들에게는 천연 당 대체제로서 매력적이다. 스테비올 배당체는 베타 세포의 상승 작용을 통해 인슐린 분비를 자극하며 이로 말미암아 식후 고혈글루코스를 예방한다. 스테비올 배당체의 일일 흡수 허용량(ADI)은 4 mg/kg 몸무게/일로 확립되어 있다.

## 같이 보기
- 글리코사이드